# Шимулинас, Шарунас
Шару́нас Шиму́линас (лит. Šarūnas Šimulynas; 18 сентября 1939, местечко Велюона Юрбаркского района — 2 февраля 1999, Вильнюс) — советский и литовский скульптор, живописец, поэт и прозаик.

## Биография
Закончил Государственный художественный институт Литовской ССР (1965), где получил специальность графика. В 1966 году был принят в Союз художников Литвы, где состоял в секциях графики, скульптуры и монументального искусства. Первая персональная выставка эстампа состоялась в Каунасе в 1961 году. В 1979 году участвовал в групповой Первой выставке медалей и скульптурной пластики (Вильнюс).
В 1986 году вышла книга стихотворений Шимулинаса „Ledynų motina“ с его иллюстрациями. Издательство Союза писателей Литвы в 1998 году выпустило его первую книгу новелл „Tėvonija“, посмертно — вторую книгу новелл (называется также романом в новеллах) „Rugiuose po obelim“ (1999); книга была награждена премией Пятраса Цвирки как лучшая книга новелл деревенской тематики.
При жизни персональные выставки живописи, живописи и скульптуры, скульптуры, скульптуры и живописи проходили в Вильнюсе (1968, 1971, 1981, 1986, 1989, 1993, 1994, 1995, 1997, 1999), Сиднее (1976), Риге (1983, 1999), Тель-Авиве (1998). Участвовал также в коллективных и групповых выставках в Вильнюсе (1981, 1987), Риге (1983), Нью-Йорке (1988), Марбурге (1990). После смерти выставки произведений Шарунаса Шимулинаса проходили в Литве и России (в Санкт-Петербурге, в выставочном зале журнала «Новый мир искусства»). Работы скульптора экспонировались также на выставках малой пластики в Кракове и Брно (2006), Риге, Варшаве, Будапеште (2007).
Жил в Вильнюсе в районе Ерузале. Похоронен на кладбище в Ерузале.

## Творчество
Писал картины. Создавал фрески, витражи, декоративные рельефы, скульптуры для интерьеров и открытых пространств в Алитусе, Вильнюсе, Велюоне, Друскининкай, Клайпеде, Паневежисе. Скульптурные и живописные произведения хранятся в Художественном музее Литвы и в частных коллекциях Литвы, США, Канады, Израиля.